# Cyanarmostis
Cyanarmostis é um gênero de mariposa pertencente à família Acrolepiidae.